# 박나무속

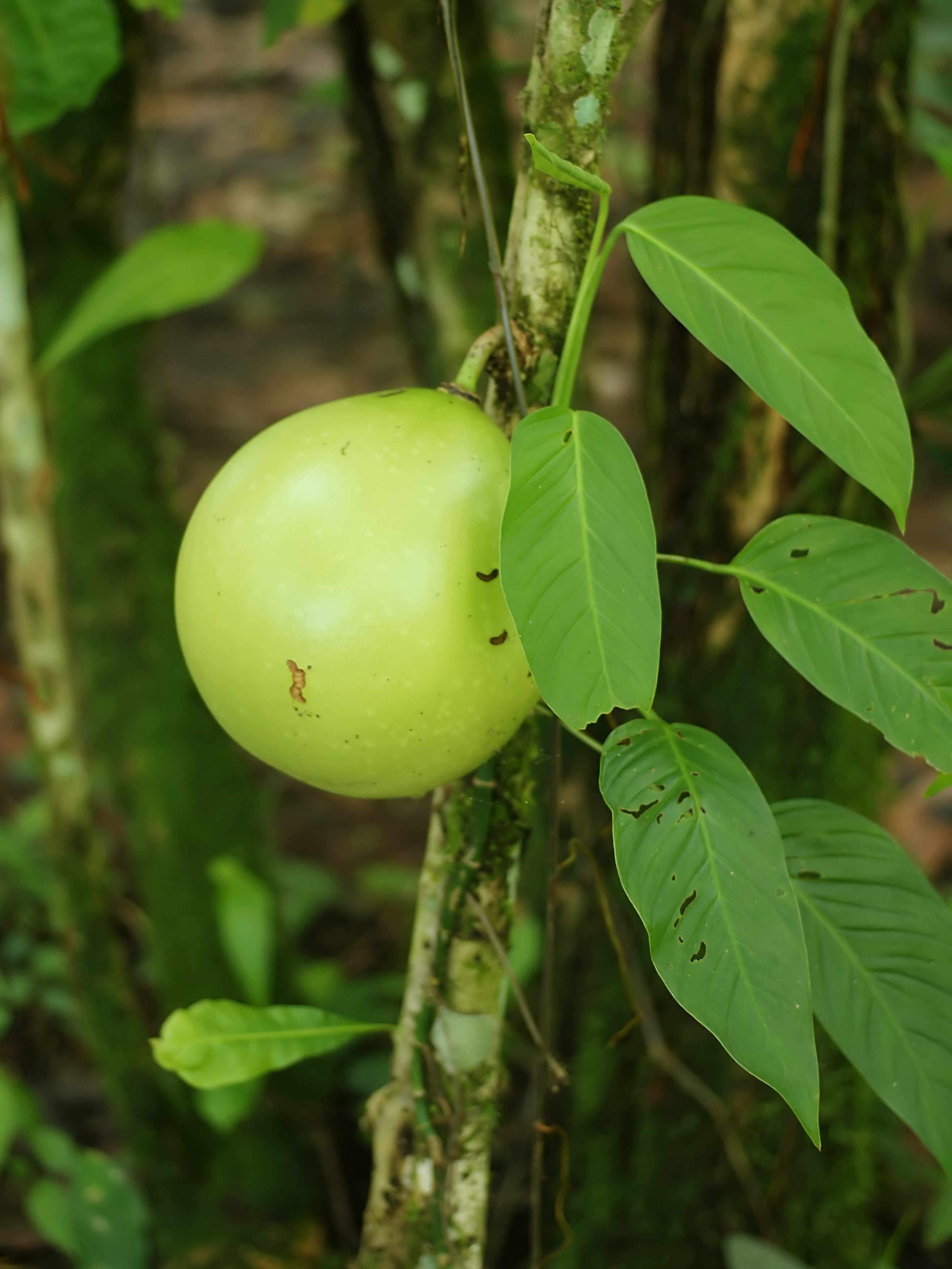

박나무속은 중앙아메리카와 멕시코가 원산인 나무 6종을 포함하는 속이다. 꿀풀목에 속한다.
10 m까지 자라며 지름 50 cm 가량의 구형 열매가 열린다. 열매의 껍질은 딱딱하여 속을 파내고 그릇으로 쓴다.
- Crescentia cujete
- Crescentia alata
- Crescentia portoricensis